# Kreuzschlepper (Hammelburg, Wüstenei)

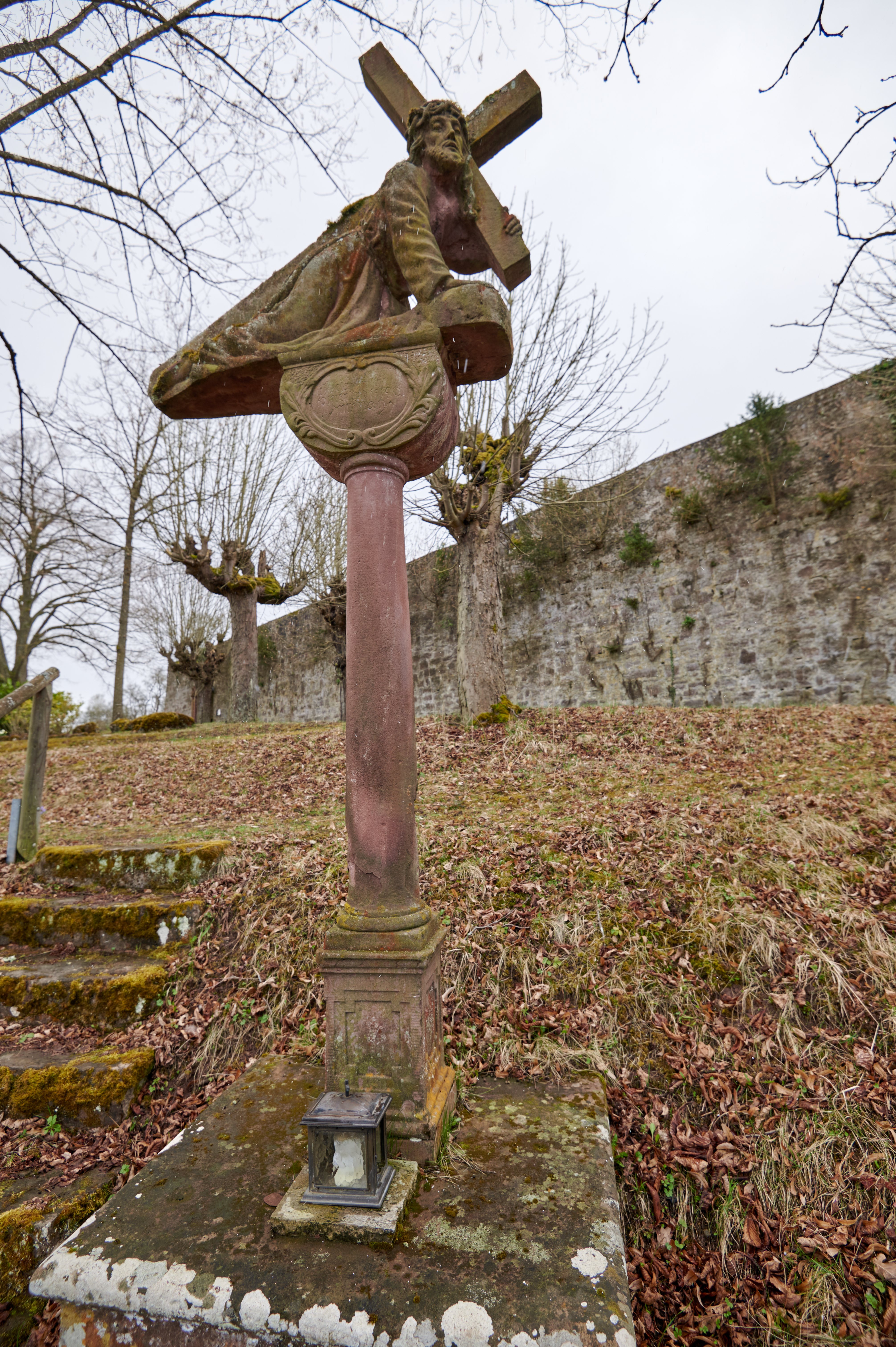
Kreuzschlepper in der Wüstenei in Hammelburg.

Der Kreuzschlepper in der Wüstenei befindet sich in Hammelburg, einer Stadt im unterfränkischen Landkreises Bad Kissingen in der Wüstenei.
Er gehört zu den Baudenkmälern in Hammelburg und ist unter der Nummer D-6-72-127-75 in der Bayerischen Denkmalliste registriert.

## Beschreibung
Der Kreuzschlepper besteht aus gelbem Sandstein und entstand im Jahr 1723.
Der Kreuzschlepper ist 300 cm groß. Die konische Rundsäule hat unten einen Umfang von 67 cm und oben von 55 cm und einen Halbrund mit den Abmessungen 34 cm × 50 m × 17 cm. Der Sockel hat die Maße 50 cm × 117 cm × 81 cm.
An der Säule mit Halbrund befindet sich folgende Inschrift:

„ALLE DIE MIT CREUTZ BELAHTEN SEYNT; KOMEN UND FOLGEN MIR NACH:“

Auf der Rückseite steht:

„WERNER DRUNCK UND SEINE EHLIGE HAUSFRAU MARGARETHA, DRUNCIN, 1723“

Den Pfarrmatrikel zufolge war Johann Wendelin Trunk von Beruf Metzger, seine Hausfrau eine geborene Rang.